# Cymbacha similis
Cymbacha similis là một loài nhện trong họ Thomisidae.
Loài này thuộc chi Cymbacha. Cymbacha similis được Ludwig Carl Christian Koch miêu tả năm 1876.